# Willemsspoortunnel
Koordinaten: 51° 54′ 57″ N, 4° 29′ 43″ O

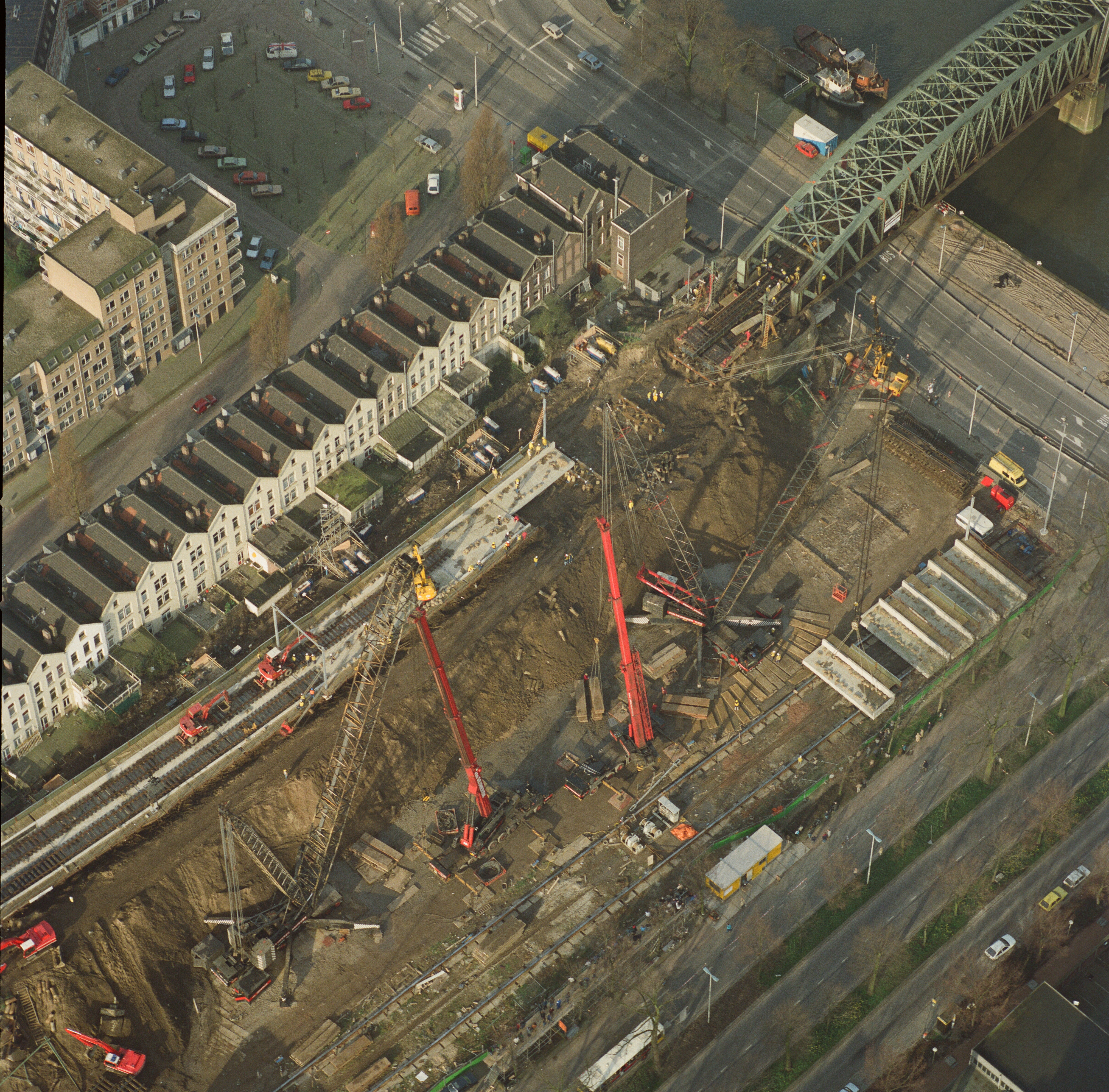
Verlegung der alten Gleise 1989 (bron:beeldbankvenw)

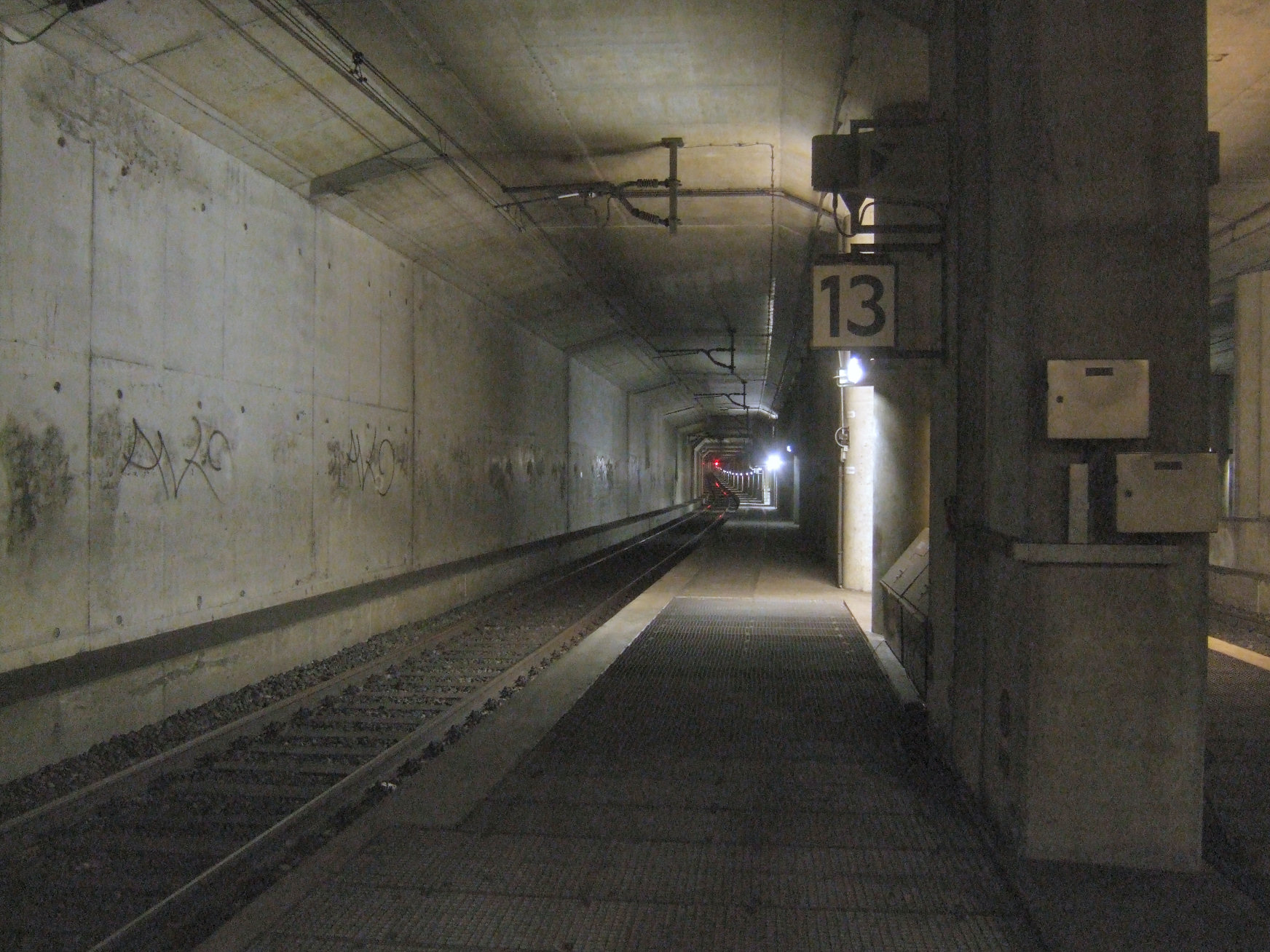
Willemsspoortunnel aus Richtung Station Blaak gesehen

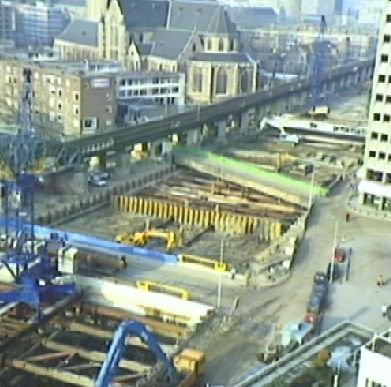
Bauarbeiten 1991 (bron:beeldbankvenw)

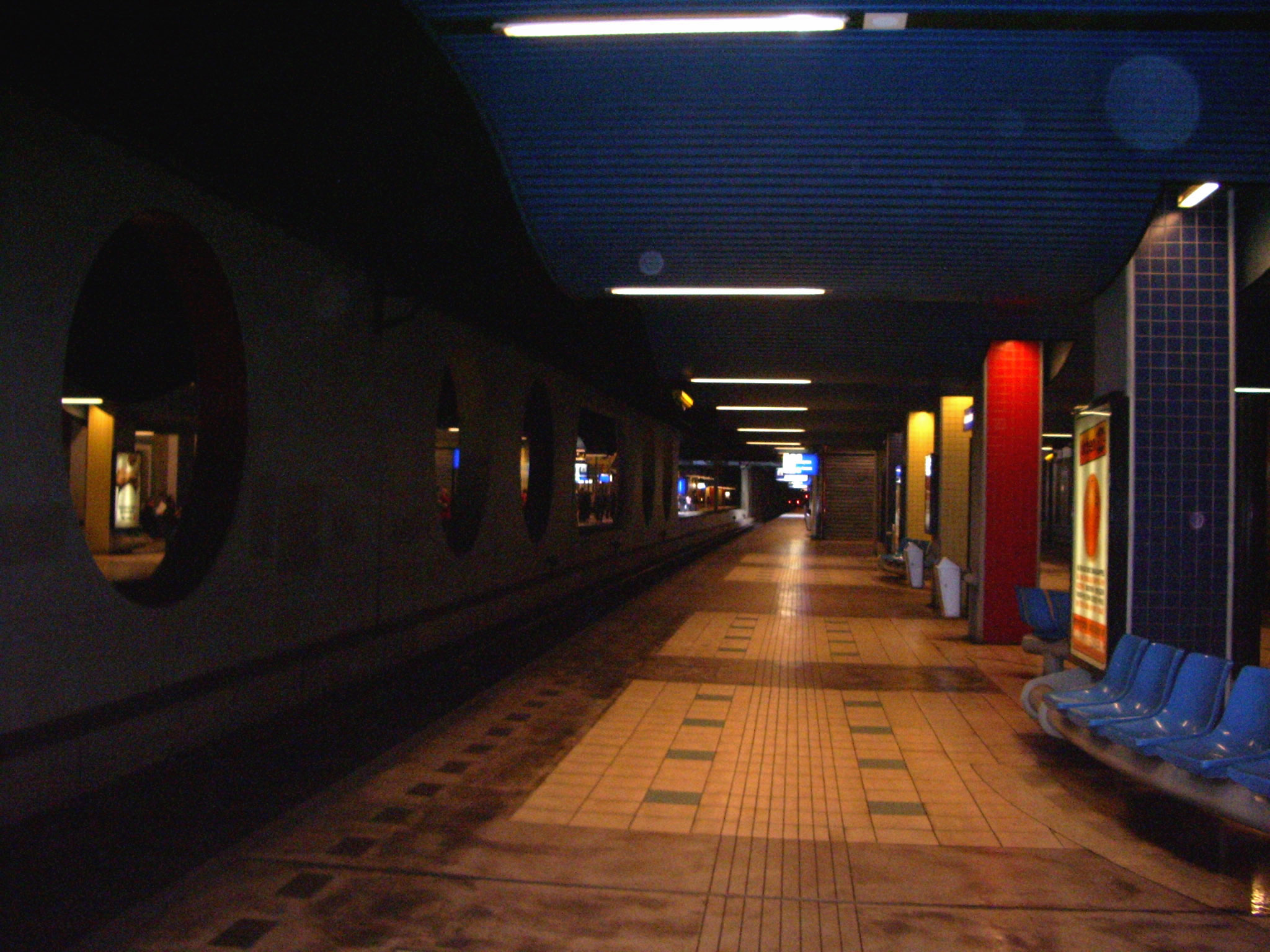
Tunnelbahnhof Blaak

Der Willemsspoortunnel ist ein 2796 Meter langer Eisenbahntunnel in Rotterdam. Er unterquert viergleisig die Nieuwe Maas im Zentrum der Stadt und ist Teil der Bahnstrecke Breda–Rotterdam.
Da der Eisenbahnverkehr über die Hubbrücke De Hef führte, die in regelmäßigen Abständen für die Schifffahrt geöffnet wurde, mussten die Fahrpläne der Eisenbahn  immer auf die Öffnungszeiten angepasst werden. Zudem wären auch umfangreiche Modernisierungsarbeiten an der über hundert Jahre alten Brücke notwendig geworden.
Am 28. April 1987 wurde mit dem Bau begonnen. Landseitig wurden die Tunnel in offener Bauweise erstellt und anschließend überbaut. Für die Unterwasserkonstruktion verwendete man die Absenkmethode. Die acht je 125 Meter langen Tunnelelemente wurden in einem Dock in Barendrecht gebaut, das erste Teilstück wurde Ende 1990 abgesenkt. Nach einer Bauzeit von sechs Jahren wurde der Tunnel am 15. September 1993 eröffnet.
In dem landseitigen Tunnelteil befindet sich auch der Bahnhof Rotterdam Blaak, der als Umsteigebahnhof zur Metro Calandlijn dient. Die Eisenbahngleise liegen tief unter denen der U-Bahn.